# Джуліан Мавунга
Джуліан Таванда Мавунга (англ. Julian Mavunga, 24 січня 1990) — американський професійний баскетболіст, гравець команди «Kyoto Hannaryz» з Японії.
.

## Кар'єра

### 2012—2013
Після драфту 2012 у якому жодна команда не вибрала його, почав грати у Італійському клубі «Pallacanestro Biella». В середньому набирав по 7.3 очка та 4.4 підбирання за 22,7 хвилин. Декілька разів потрапляв до символічної п'ятірки Суперліги.

### 2013—2014
Приєднався до БК Говерла де в середньому набирав по 14.8 очок та 6.5 підбирань.

## 2015—2017
Спочатку грав за «Sigal Prishtina» з сербії, але змінив команду на японську «Shiga Lakestars», з якою пробув 2 сезони.

## 2017-сьогодення
Грає за клуб «Kyoto Hannaryz» де в середньому набирає по 15.6 очок та 4.8 підбирань.

## Статистика
| Рік     | Команда        | GP | GS | MPG  | FG%  | 3P%  | FT%  | RPG | APG | SPG | BPG | PPG  |
| ------- | -------------- | -- | -- | ---- | ---- | ---- | ---- | --- | --- | --- | --- | ---- |
| 2014-15 | Говерла        | 18 | —  | 30.3 | .556 | .321 | .738 | 6.5 | 3.3 | 1.1 | 0.6 | 14.8 |
| 2015-16 | Шіга Лейкстарс | 51 | 49 | 31.0 | .515 | .377 | .738 | 9.6 | 3.5 | 0.7 | 0.8 | 19.5 |
| 2016-17 | Шіга Лейкстарс | 60 | 49 | 31.9 | .447 | .357 | .717 | 8.1 | 3.5 | 0.8 | 0.7 | 19.5 |
| 2017-18 | Кіото Ханариз  | 47 | 11 | 15.6 | .447 | .358 | .738 | 4.8 | 4.1 | 0.8 | 0.4 | 15.6 |

## Особисте життя
Він є братом гравця ЖНБА Стефані Мавунг з Індіана Фівер. Одружений з Джанет Полен Мавунга.